# Richard Gaines
Richard Gaines, född 23 juli 1904 i Oklahoma City, Oklahoma, död 20 juli 1975 i North Hollywood, Los Angeles, Kalifornien, var en amerikansk skådespelare. Han medverkade i över 40 Hollywoodfilmer, och över 30 TV-produktioner.

## Filmografi, urval
- 1943 – Ungkarlsfällan
- 1944 – Kvinna utan samvete
- 1945 – Själens ögon
- 1946 – Hela livet leker
- 1946 – Brottsling gör revolt
- 1946 – Humoresque
- 1947 – Tvålfagra löften
- 1947 – Med våldets rätt
- 1947 – Senor Americano
- 1948 – Gift er flickor
- 1949 – Allt för kärlek
- 1951 – Sensationen för dagen
- 1955 – Dej ska jag ha!
- 1955 – Mord?
- 1956 – Signal från okänd